# Frans-H. van den Dungen
Frans Henri Antoine van den Dungen (Sint-Gillis, 4 juni 1898 – Bosvoorde, 22 mei 1965) was een Belgische wiskundige en professor aan de Université libre de Bruxelles. 
Van den Dungen behaalde het diploma van mijnbouwingenieur in 1921 en werd in 1927 professor aan de ULB.
In 1946 ontving hij de Francquiprijs voor exacte wetenschappen.
Onder zijn studenten was de wiskundige Paul Dedecker.
- Bibliothèque nationale de France: cb125733291 (data)
- Gemeinsame Normdatei: 1052327842
- International Standard Name Identifier: 0000 0000 0521 5386
- Mathematics Genealogy Project: 97747
- Virtual International Authority File: 224758870
- WorldCat: E39PBJvxxQgWDw68hXCGMVhfv3